# 吴家窑镇
吴家窑镇，是中华人民共和国山西省朔州市怀仁市下辖的一个乡镇级行政单位。

## 行政区划
吴家窑镇下辖以下地区：
吴家窑社区、碗窑社区、峙峰山社区、吴家窑村、碗窑村、峙峰山村、窑子头村、东山村和红山峪村。